# Uribia
Uribia è un comune della Colombia facente parte del dipartimento di La Guajira.
Il centro abitato venne fondato da Eduardo Londoño e un gruppo di cappuccini nel 1935.